# Maldivas nos Jogos Olímpicos de Verão de 2012
Maldivas enviou uma equipe de cinco atletas para competir nos Jogos Olímpicos de Verão de 2012, em Londres, na Grã-Bretanha.

## Desempenho

### Atletismo(2 atletas)
Masculino
| Atleta       | Evento | Preliminares | Preliminares | Quartas | Quartas   | Semifinais  | Semifinais  | Final       | Final       |
| Atleta       | Evento | Marca        | Posição      | Marca   | Posição   | Marca       | Posição     | Marca       | Posição     |
| ------------ | ------ | ------------ | ------------ | ------- | --------- | ----------- | ----------- | ----------- | ----------- |
| Ahmed Azneem | 100 m  | 10s79 q      | 3º/bat. 3    | 10s84   | 8º/bat. 6 | Não avançou | Não avançou | Não avançou | Não avançou |

Feminino
| Atleta     | Evento | Preliminares | Preliminares | Quartas     | Quartas     | Semifinais  | Semifinais  | Final       | Final       |
| Atleta     | Evento | Marca        | Posição      | Marca       | Posição     | Marca       | Posição     | Marca       | Posição     |
| ---------- | ------ | ------------ | ------------ | ----------- | ----------- | ----------- | ----------- | ----------- | ----------- |
| Afa Ismail | 100 m  | 12s52        | 15º          | Não avançou | Não avançou | Não avançou | Não avançou | Não avançou | Não avançou |

### Badminton(1 atleta)
Masculino
| Atleta                | Prova   | Fase de grupos            | Fase de grupos            | Oitavas                | Quartas                | Semifinal              | Final                  | Final       |
| Atleta                | Prova   | Adversário e resultado    | Adversário e resultado    | Adversário e resultado | Adversário e resultado | Adversário e resultado | Adversário e resultado | Pos.        |
| --------------------- | ------- | ------------------------- | ------------------------- | ---------------------- | ---------------------- | ---------------------- | ---------------------- | ----------- |
| Mohamed Ajfan Rasheed | Simples | GER Zwiebler D 9–21, 6–21 | UKR Zavadsky D 8–21, 8–21 | Não avançou            | Não avançou            | Não avançou            | Não avançou            | Não avançou |

### Natação(2 atletas)
Masculino
| Atleta      | Prova       | Elimatórias | Elimatórias | Semifinal   | Semifinal   | Final       | Final       |
| Atleta      | Prova       | Tempo       | Pos.        | Tempo       | Pos.        | Tempo       | Pos.        |
| ----------- | ----------- | ----------- | ----------- | ----------- | ----------- | ----------- | ----------- |
| Ahmed Husam | 100 m livre | 57s53       | 53º         | Não avançou | Não avançou | Não avançou | Não avançou |

Feminino
| Atleta         | Prova      | Elimatórias | Elimatórias | Semifinal   | Semifinal   | Final       | Final       |
| Atleta         | Prova      | Tempo       | Pos.        | Tempo       | Pos.        | Tempo       | Pos.        |
| -------------- | ---------- | ----------- | ----------- | ----------- | ----------- | ----------- | ----------- |
| Aminath Shajan | 50 m livre | 32s23       | 64º         | Não avançou | Não avançou | Não avançou | Não avançou |

Legenda
| Recorde mundial      | Recorde mundial (World record)               |                       | Recorde africano                      | Recorde africano (African) |                                           | Q | Classificado por posição (Qualified) |
| Recorde olímpico     | Recorde olímpico (Olympic record)            | Recorde da América    | Recorde da América (Americas)         | q                          | Classificado por melhor tempo (Qualified) |   |                                      |
| Melhor marca do ano  | Melhor marca do ano (World leading)          | Recorde asiático      | Recorde asiático (Asian)              | DNS                        | Não largou (Did not start)                |   |                                      |
| Recorde nacional     | Recorde nacional (National record)           | Recorde europeu       | Recorde europeu (European)            | DNF                        | Não terminou (Did not finish)             |   |                                      |
| Recorde pessoal      | Recorde pessoal do atleta (Personal best)    | Recorde da Oceania    | Recorde da Oceania (Oceania)          | DSQ / DQ                   | Desclassificado (Disqualified)            |   |                                      |
| Recorde da temporada | Recorde da temporada do atleta (Season best) | Recorde sul-americano | Recorde sul-americano (South America) | NM                         | Sem marca (No mark)                       |   |                                      |